# 最高中央評議会
最高中央評議会（さいこうちゅうおうひょうぎかい、スペイン語: Junta Suprema Central y Gubernativa del Reino、「王国最高中央統治評議会」。訳としては他に最高委員会、中央評議会、セビーリャ・フンタなど）は、ナポレオン1世のスペイン占領期にスペインの行政権と立法権を蓄えた機関を指す。バイレンの戦いでのスペインの勝利に続いて、カスティーリャ最高法院が1808年5月にバイヨンヌで行われたカルロス4世とフェルナンド7世の譲位の無効を宣言した後の1808年9月25日に設立され、1810年1月30日まで効力を有した。当初はフロリダブランカ伯を議長に総計35名の各地方のフンタの代議で構成され、アランフエスで第一回の会合が開かれた。

## 起源
最高中央評議会はブルボン家の退位から続く政治的混乱から生まれた。カスティーリャ最高法院も含むスペイン政府は、ナポレオンのスペイン王に兄のジョーゼフを置くという決定を当初受け入れた。しかしスペインの人々はほぼ一様にナポレオンの計画を拒否し、地方の自治体や州政府を介して反対を表明した。君主制は君主と臣民との契約であることを示したフランシスコ・スアレス以来の伝統的なスペインの政治理論に即して、地方政府は自体を急場しのぎの評議会(フンタ)に移行させることで危機に対応した。
しかしこの移行はさらなる混乱を引き起こした。各地のフンタの中心となる権威が存在せず、また一部のフンタが、全体の君主制を代表するという厚かましい要求をして、それを他のほとんどのフンタが承認しなかったためである。特にセビーリャのフンタは、その地が排他的な中継貿易をしてきた歴史上の役割のために、海外植民地の領域全体に対する権威を主張した。
本土侵略中のフランスに対する取り組みをまとめ、またイギリスの援助に対応するためにも、フンタのまとまりは不可欠であることに気づき、各地のフンタは、中心となるフンタの結成を呼びかけた。各フンタと信用を失ったカスティーリャ最高法院(当初ホセ1世を支持していた)の間の一連の交渉の後に、1808年9月25日にアランフエスで開催され、フロリダブランカ伯をその議長とした。

## 活動
交渉に合意したことで、最高中央評議会はイベリア半島のスペイン君主制下の諸王国の首都のフンタによって選出された各2名の代議員で構成された。早い段階で最高中央評議会は、少人数による行政権の集中を意味していた摂政を設置する考えを拒否し、その役割を受け入れ、自体を「陛下」の処遇にすると主張した。最高中央評議会は1808年11月にはマドリード撤退を余儀なくされ、1808年12月16日から1810年1月23日までセビーリャのアルカサルに駐在した(このため「セビーリャのフンタ」という名称は、最高中央評議会の結成前のセビーリャのフンタとは異なる)。
最高中央評議会は、戦費の管理を引き継ぎ、戦争税を創設し、「ラマンチャ軍」を組織し、1809年1月14日にイギリスと同盟条約を結んだ。戦争が思っていたよりも長引きそうなことが明らかになると、最高中央評議会は1809年4月に再度議会召集の問題を取り上げ、5月22日に実効する勅令を出した。ガスパル・デ・ホベジャーノスが主宰する小委員会はこれを実行するための法律と輸送の費用を整えた。
また、最高中央評議会は「海外の王国」から代議員を派遣することに合意した。これらの「王国」とは、1809年1月22日に最高中央評議会の勅令で「ヌエバ・エスパーニャ、ペルー、ヌエバ・グラナダ、ブエノスアイレスの副王領、そしてキューバ、プエルトリコ、グアテマラ、チリの独立した総監領、ベネズエラ州、フィリピン諸島」と定義された。この方式は、海外領土に不平等な代議制度を与えたとして批判されたが、それにもかかわらず、1808年末から1809年前半を通して、副王領と総監領の首都の政府は、最高中央評議会への代議員を選出し、結局は任務にあたるまでには至らなかった。いくつかの重要な大都市は最高中央評議会への直接代議員を選出することなく残されていた。特にキトとチャルカスでは、自体を「王国の首都」と考えていたため、より大きなペルーの「王国」に包含されたことで憤慨した。この不安は1809年にこれらの都市でのフンタの設立につながったが、最終的には一年以内に当局により破棄された。
戦局は最高中央評議会の監視下で悪化した。 1810年の初めまでに、スペイン軍は深刻な軍事上の反転(オカニャの戦い、アルバ・デ・トルメスの戦い)に苦しんでいた。それらの戦いではフランスは大きな損失を与えただけではなくスペイン南部を制圧し、最高中央評議会にカディスへの撤退を余儀なくされた。カディスはスペイン本土でそれが可能な最後の砦であった。このような中で、中央評議会は1810年1月29日に解散した後、5名による摂政委員会が設置されて、コルテスの召集を達成する任務にあたった。

## 摂政委員会
摂政委員会（スペイン語: Consejo de Regencia de España e Indias、「スペイン・インディアス摂政委員会」）は、スペイン本土のほぼ完全な回復とカディス・コルテスの設営を監督し、スペイン1812年憲法を起草した。委員会はフランスシコ・ハビエル・カスタノス将軍、評議員のアントニオ・デ・エスカノ、フランシスコ・サアベドラ、エステバン・フェルナンデス・デ・レオン、オレンセの司教ペドロ・デ・ゲベド・イ・キンタノの5名で構成され、その中の誰も最高中央評議会にはいなかった。フェルナンデス・デ・レオンは、健康上の理由で初日からミゲル・デ・ラルディサバル・イ・ウリベ(ヌエバ・エスパーニャ代表のフンタの補充評議員)に引き継いだ。摂政委員会はその監視のもと、一院制としてコルテスを召集する議論の多い決定を下す細則を承認した。1810年9月24日に機能し始めたコルテスは、立法権と摂政委員会の監督を引き受けた。
最高中央評議会の解散はイスパノアメリカにおける重大な転換点だった。イスパノアメリカの大部分の人々は、いつでもフランス軍に捕らえられる脅迫にさらされた残り物の政府を承認する理由を見出せず、地域のフランスからの独立性を維持するために現地のフンタの創設に動き始めた。フンタ創設の動きはヌエバ・グラナダ(コロンビア)、ベネズエラ、チリ、リオ・デ・ラ・プラタ(アルゼンチン)で成功した。中米では重大な動きではあったが、うまくいかなかった。これらのフンタは、ちょうどイベリア半島のフンタが初めにそうしたように、退陣した王の名のもとに運営することを主張したが、その創設は公然と、そして安全に意図を進めるための完全な独立を望む人々に機会を与え、イスパノアメリカのほとんどに解放をもたらすことになった25年の長きにわたる紛争を引き起こした。